# Viatkosuchus
Viatkosuchus sumini
Genre
Espèce
Viatkosuchus (littéralement « crocodile du Viatka ») est un genre éteint de thérapsides thérocéphales appartenant à la famille également éteinte des whaitsiidés, ayant vécu durant la fin du Permien dans ce qui aujourd'hui la Russie européenne. Une seule espèce est connue, Viatkosuchus sumini, décrit par le paléontologue Leonid Petrovitch Tatarinov en 1995 à partir d'un squelette presque complet découvert à Kotelnitch.

## Découverte
L'holotype, catalogué PIN 2212/13, constitué d'un crâne complet et d'une partie antérieure du squelette, est découvert en 1991 près de la ville de Kotelnitch, dans l'oblast de Kirov. L'animal est décrit en 1995 par Leonid Petrovitch Tatarinov comme une nouvelle espèce et un nouveau genre,.

## Description
Le crâne est massif, avec un long museau et de grandes fosses temporales. La fosse interptérygoïdienne est très petite. Le soc est très large. Il y a 5 incisives dans la mâchoire supérieure, 2 dents dans le maxillaire, une paire de canines et jusqu'à 6 dents jugulaires. Les pattes sont largement espacées.